# Leucomalácia periventricular
Leucomalacia periventricular (LPV) é uma forma de lesão cerebral, caracterizado por a necrose (mais frequentemente coagulação) da substancia branca  perto dos ventrículos laterais. Ela pode afetar recém-nascidos e (menos comumente) fetos. Crianças prematuras estão em maior risco da doença. Os indivíduos afetados geralmente apresentam problemas no sistema motor ou outros atrasos de desenvolvimento. Podem desenvolver paralisia cerebral ou epilepsia mais tarde na vida.

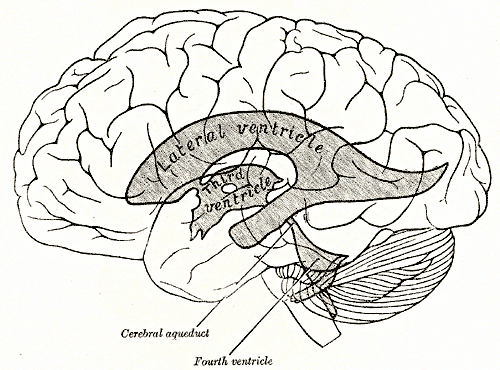
Desenho dos ventrículos laterais e terceiro do cérebro. A LPV envolve a morte da substância branca ao redor dos ventrículos laterais em fetos e recém-nascidos. (Imagem de Anatomia de Gray, edição 1918)

## Prevenção
Retardar o nascimento prematuro é considerado o passo mais importante na diminuição do risco de LPV. Métodos comuns para prevenir um parto prematuro incluem técnicas de auto-atendimento, repouso e medicamentos anti-contração. 